# Nobuhito, principe Takamatsu
Nobuhito, principe Takamatsu (高松宮宣仁親王?, Takamatsu-no-miya Nobuhito Shinnō; Tokyo, 3 gennaio 1905 – Tokyo, 3 febbraio 1987) è stato un principe e militare giapponese fu il terzogenito dell'imperatore Taishō e dell'imperatrice Teimei e fratello minore dell'Imperatore Hirohito. Dalla metà degli anni '20 fino alla fine della seconda guerra mondiale, perseguì una carriera nella Marina imperiale giapponese, arrivando al grado di capitano. Dopo la guerra, divenne patrono o presidente onorario di varie organizzazioni in materia di scambi culturali internazionali, arte, sport e medicina. Egli è ricordato soprattutto per le sue attività filantropiche come membro della Casa Imperiale del Giappone.

## Biografia

### Infanzia

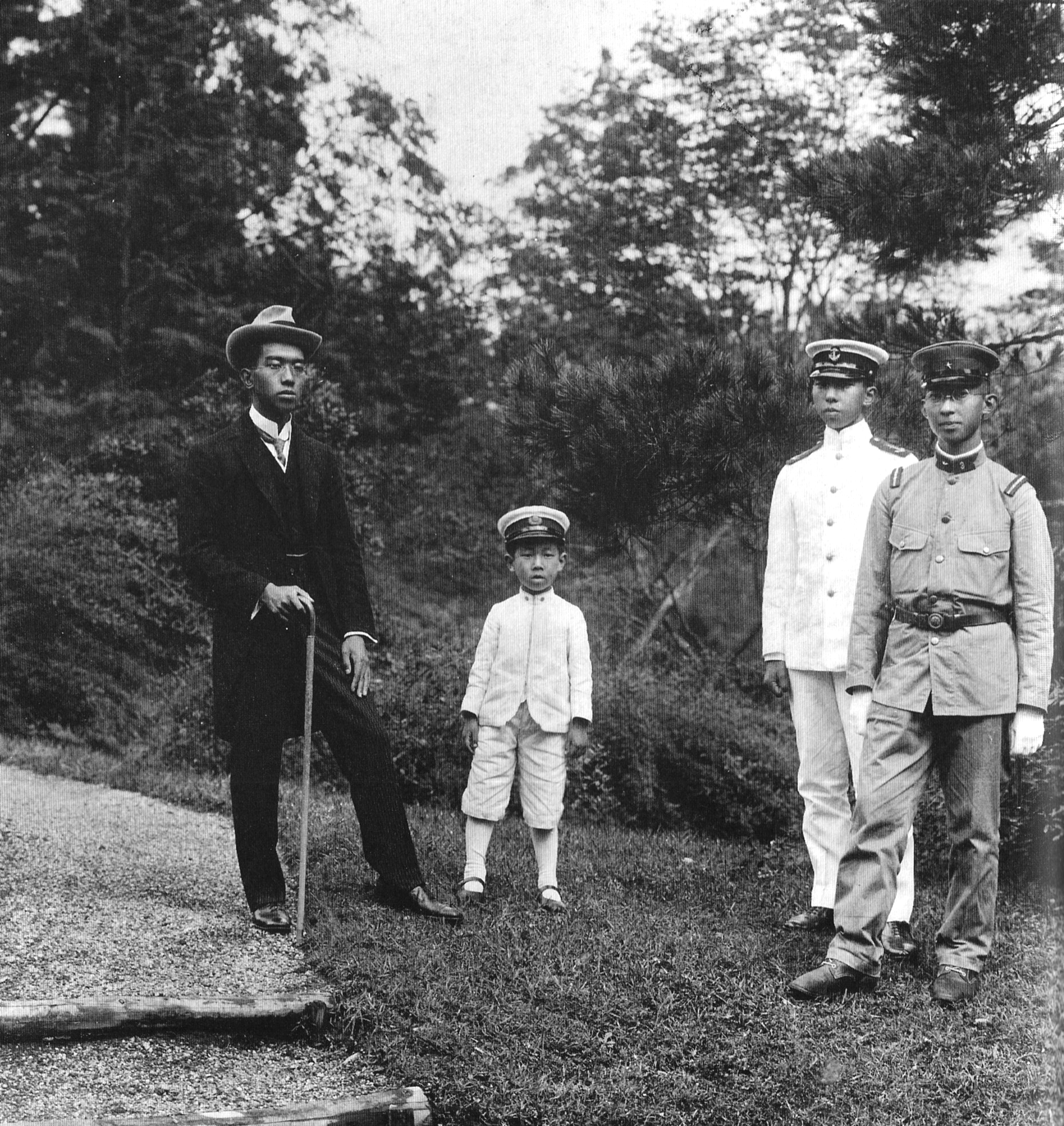
I quattro figli dell'imperatore Taishō nel 1921: da sinistra Hirohito, Takahito, Nobuhito e Yasuhito.

Il principe Nobuhito nacque nel Palazzo Aoyama di Tokyo il 3 gennaio 1905 dall'allora principe ereditario Yoshihito e dalla consorte Sadako. Il suo titolo nell'infanzia fu Principe Teru (Teru-no-miya). Come i suoi fratelli maggiori, il principe Hirohito e il principe Yasuhito, frequentò le scuole primaria e secondaria nel Gakushūin. Quando il principe Arisugawa Takehito (1862 - 1913), decimo capo del ramo collaterale della casa imperiale di Arisugawa-no-miya, morì senza un erede maschio, l'Imperatore Taishō lo nominò erede della casa. Il nome della famiglia fu ripristinato nell'originale Takamatsu-no-miya. Il nuovo principe era cugino di quarto grado del principe Takehito.

### Il servizio militare
Il principe Takamatsu frequentò l'Accademia Navale Imperiale Giapponese dal 1922 al 1925. Il 1º dicembre 1925, entrò in servizio a bordo della corazzata Fuso. Fu promosso sottotenente l'anno successivo, dopo aver completato il corso di studi presso la Scuola Siluristi. Il principe studiò presso la Scuola navale di aeronautica a Kasumigaura nel 1927 e presso la Scuola di artiglieria navale a Yokosuka, nel 1930 - 1931. Nel 1930, fu promosso a tenente. Divenne comandante di squadra nell'incrociatore Takao, due anni più tardi e, successivamente, fu riassegnato alla Fuso. Il principe Takamatsu si laureò presso il Collegio dello staff navale nel 1936, dopo essere stato promosso a tenente comandante il 15 novembre 1935. Fu promosso al grado di comandante il 15 novembre 1940 ed, infine, a capitano il 1º novembre 1942. Dal 1936 al 1945, ricoprì diversi incarichi di personale presso l'Ufficio dello Stato Maggiore della Marina a Tokyo.

### Matrimonio
Il 4 febbraio 1930, sposò Kikuko Tokugawa (16 dicembre 1911 - 17 dicembre 2004), seconda figlia del principe Yoshihisa Tokugawa. La sposa era, per parte di padre, nipote di Yoshinobu Tokugawa, l'ultimo Shōgun dello Shogunato Tokugawa, e nipote, per parte di madre, del defunto principe Arisugawa Takehito. Il principe e la principessa Takamatsu non ebbero figli.

### La seconda guerra mondiale

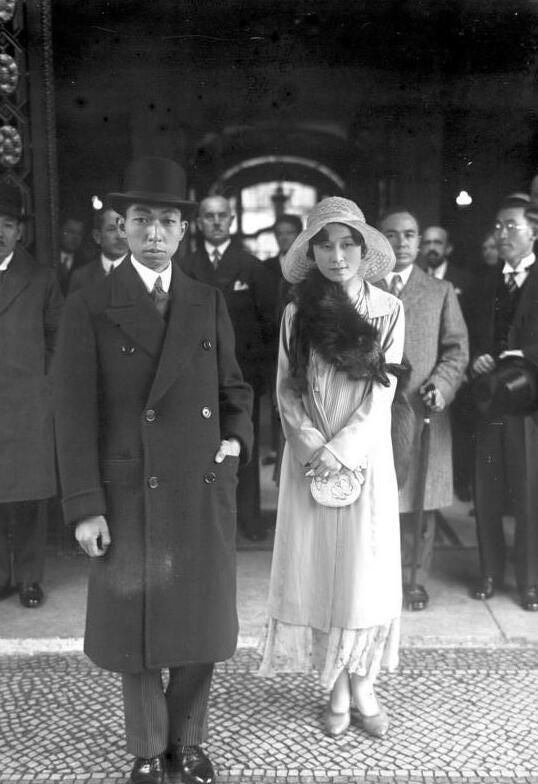
Il Principe con la moglie a Berlino nel 1930.

Dal 1930, il principe Takamatsu espresse gravi riserve riguardo all'aggressione giapponese in Manciuria e alla decisione di muovere guerra agli Stati Uniti.
Nel 1991, sua moglie Kikuko e un aiutante scoprirono un diario di venti volumi, scritto di suo pugno tra il 1934 e il 1947. Nonostante l'opposizione dei burocrati dell'Agenzia della Casa Imperiale, diede il diario alla rivista Chūōkōron che ne pubblicò degli stralci nel 1995.
Il diario rivelò che il principe Takamatsu si oppose aspramente alle incursioni dell'Armata del Kwantung in Manciuria nel mese di settembre del 1931, all'espansione dell'incidente del ponte di Marco Polo in una guerra su vasta scala di aggressione alla Cina e nel novembre 1941 mise in guardia il fratello sul fatto che la Marina imperiale giapponese non sarebbe riuscita a sostenere le ostilità per più di due anni contro gli Stati Uniti. Egli esortò l'imperatore a cercare la pace dopo la sconfitta nella battaglia delle Midway nel 1942; un intervento che a quanto pare causò una grave spaccatura tra i fratelli.
Dopo la battaglia di Saipan, nel luglio del 1944, il principe Takamatsu unitamente a sua madre l'imperatrice Teimei, agli zii Naruhiko Higashikuni e Yasuhiko Asaka, all'ex primo ministro Fumimaro Konoe e ad altri aristocratici, cercò di far cacciare il primo ministro, Hideki Tōjō.

### Dopo la resa
Dopo la guerra, il principe Takamatsu divenne presidente onorario di varie organizzazioni caritative, culturali e sportive, tra cui la Società giapponese di belle arti, la Società Giappone-Danimarca, la Società Giappone-Francia, la Società Tofu per il benessere dei pazienti malati di lebbra, l'Associazione di sericoltura, l'Associazione Giapponese del Basket e la Saise Welfare Society. Lavorò anche come patrono della Croce rossa giapponese.
Nel 1975, la rivista letteraria Bungei Shunju pubblicò una lunga intervista al principe, in cui raccontò l'avvertimento che ha fatto a suo fratello Hirohito il 30 novembre 1941, l'avviso che gli diede dopo la battaglia delle Midway e che, prima della resa, lui e il principe Konoe considerarono di chiedere l'abdicazione dell'imperatore. L'intervista implicava che l'imperatore fu un fermo sostenitore della guerra del Pacifico, mentre il principe non lo fu.
Il principe Takamatsu morì di cancro ai polmoni nel Centro Medico della Croce Rossa Giapponese a Shibuya il 3 febbraio 1987. È sepolto nel cimitero imperiale di Toshimagaoka nel quartiere di Bunkyō.